# La Vierge de miséricorde de la famille Cadard
La Vierge de miséricorde, ou retable Cadard, est un tableau peint par Enguerrand Quarton et Pierre Villate, conservé au musée Condé, à Chantilly.

## Historique
Le tableau est commandé le 16 février 1452 par les procureurs du couvent des Augustins pour le compte de Pierre Cadard en l'honneur de son père Jean Cadard (1377-1449). Il était destiné à l'autel de la chapelle Saint-Pierre de Luxembourg que celui-ci avait fait élever dans l'église des Célestins à Avignon. Le contrat conclu alors prévoyait une prédelle mais sans que soit précisé le sujet et elle a disparu depuis. Selon les traditions des retables à Avignon, elle devait représenter le Christ entouré des douze apôtres. L'ensemble devait être complété par un couronnement. Jean Cadard est un médecin de profession, ancien conseiller du roi de France Charles VII et exilé dans le Comtat Venaissin à la suite de l'accusation d'avoir commandité l'assassinat de Jean sans Peur en 1419.
On ne retrouve la trace du tableau qu'en 1823 dans les collections de la famille de Jean-Baptiste Rousseau, consul de France à Bagdad. Il est acheté ensuite par Frédéric Reiset, conservateur au musée du Louvre. Il est alors décrit comme une œuvre primitive flamande de la fin du XVe siècle. Le tableau est acheté avec la totalité de la collection de peintures du conservateur par le duc d'Aumale en 1879. Il le fait placer dans le « cabinet de Giotto » au sein du château de Chantilly. C'est en 1904 qu'une étude fondée sur une recherche en archives effectuée par Henri Bouchot et Paul Durrieu a permis d'attribuer avec certitude le tableau à Enguerrand Quarton.

## L'auteur du tableau
Le document d'archive relatant la commande de Jean Cadard, désigné sous le nom de « prix-fait » précise que la commande est passée auprès d'Enguerrand Quarton, mais aussi auprès de Pierre Villate pour 30 écus d'or neuf. Le premier est alors un peintre installé à Avignon, à qui de nombreuses commandes sont passées, aussi bien par les riches Avignonnais que par les couvents et le légat du pape dans la ville. Pierre Villate est quant à lui un jeune artiste originaire de Limoges mais déjà désigné sous le titre de « maître ». Toutes les œuvres de Villate ont aujourd'hui disparu à l'exception d'un livre enluminé ; il est seulement connu grâce aux archives de ses commandes. Les deux artistes ont par ailleurs été associés à la réalisation des Heures dites de Namurs ou Livre d’heures à l’usage de Rome. Beaucoup d'historiens de l'art se sont interrogés sur la part de chacun des deux peintres dans cette œuvre.
Pour Charles Sterling, le tableau pourrait être entièrement de la main d'Enguerrand Quarton, tandis que la seule prédelle serait de Pierre Villatte. Cela aurait été un moyen de gagner du temps, Jean Cadard étant pressé de faire réaliser le retable avant la saint Jean Baptiste, 5 mois plus tard, ce qui fait un délai court pour une telle réalisation. Selon Albert Châtelet, le tableau serait pour l'essentiel de la main de Pierre Villate, qui se serait appuyé sur la notoriété d'Enguerrand Quarton à Avignon pour obtenir une commande prestigieuse mais qui en aurait réalisé l'essentiel, Quarton ne faisant que retoucher finalement la peinture. Le fait que Cadard ne s'adresse qu'à Villate pour sa commande suivante, deux ans après, pour un autre retable le représentant avec sa femme (disparu) et que Villate se soit fait une spécialité des champs d'or en fond de composition militeraient, selon lui, en ce sens. Selon Dominique Thiébaut, les deux artistes auraient participé conjointement au tableau, car des disparités apparaîtraient entre certains personnages représentés sous la Vierge et les autres personnages du tableau. C'est le cas notamment de l'évêque. Seuls ces quelques figures seraient réellement de la main de Villate. 

## Thème et composition
Le thème de la Vierge de miséricorde est déjà très souvent prisé à l'époque de ce tableau. Il se retrouve dans la peinture byzantine et italienne. Il représente la Vierge debout protégeant de son manteau plusieurs personnages : à la gauche de la Vierge, les personnalités religieuses, à la droite, des laïcs. Parmi ceux-ci, on semble reconnaître notamment le pape Nicolas V ou le roi Charles VIII. Le fond de la composition est traditionnellement d'or, symbolisant le paradis réalisé. La commande prévoyait déjà l'usage du meilleur or pour le fond et de l'azur d'Acre. La Vierge, toujours selon l'iconographie traditionnelle, est en position déhanchée, ou contrapposto en italien. Ce déhanchement vers la droite est compensé par l'inclinaison de la tête vers la gauche. Les commanditaires sont représentés, non pas sous le manteau de la Vierge, mais en retrait, présentés par leurs saints patrons : saint Jean Baptiste pour Jean Cadard et saint Jean l'évangéliste pour sa femme Jeanne des Moulins. Les prie-Dieu comportent les armes du commanditaire et de sa femme : « D'argent au chevron  de gueule chargé de trois étoiles d'or et accompagné de trois merlettes de sable ».